# Mitrofan Syromiatnikow
Mitrofan Wasiliewicz Syromiatnikow (ros. Митрофан Васильевич Сыромятников, ur. 1908 we wsi Zarożne, gubernia charkowska, zm. 8 czerwca 1995 w Czuhujewie) – funkcjonariusz NKWD, jeden z wykonawców zbrodni katyńskiej.

## Życiorys
Skończył 5 klas wieczorowej szkoły średniej, pracował jako parobek, ślusarz, ślusarz-niciarz i robotnik w zakładzie nr 75 w Charkowie, 1926-1930 należał do Komsomołu. W 1930 wstąpił do Armii Czerwonej, a w 1933 do OGPU. 1936-1941 nadzorca i starszy nadzorca w bloku więzienia wewnętrznego Zarządu NKWD obwodu charkowskiego w stopniu porucznika. 26 października 1940 za udział w mordowaniu polskich jeńców z obozu w Starobielsku w Charkowie nagrodzony przez Ławrientija Berię. Po wojnie dyżurny pomocnik komendanta więzienia Zarządu MGB obwodu charkowskiego. Jesienią 1955 zwolniony ze służby. W latach 90. był przesłuchiwany przez rosyjską prokuraturę w ramach dochodzenia w sprawie zbrodni katyńskiej.

## Odznaczenia
- Order Czerwonego Sztandaru (1 czerwca 1951)
- Order Czerwonej Gwiazdy (30 kwietnia 1946)
- Medal „Za zasługi bojowe” (19 stycznia 1945)